# NCIS: Los Angeles (1.ª temporada)
A Primeira temporada de NCIS: Los Angeles começou em 22 de setembro de 2009 e terminou em 25 de Maio de 2010.
A primeira temporada da série foi originalmente planejado para ter 13 episódios.
Em 07 de outubro de 2009, após a classificação novo show mais assistido e o segundo drama mais assistido, perdendo apenas para NCIS, da televisão temporada EUA Outono de 2009, a CBS encomendou um conjunto de 22 episódios, que foi prorrogado para 24 episódios em 04 de novembro de 2009.

## Elenco
|  | Principal |  | Recorrente |

| Personagem                | Ator/atriz           | Cargo                        | Participante |
| ------------------------- | -------------------- | ---------------------------- | ------------ |
| G. Callen                 | Chris O'Donnell      | Agente especial do NCIS      |              |
| Sam Hanna                 | LL Cool J            | Agente Especial do NCIS      |              |
| Kensi Blye                | Daniela Ruah         | Agente Especial do NCIS      |              |
| Henrietta "Hetty" Lange   | Linda Hunt           | Gerente de Operações do NCIS |              |
| Dr. Nathaniel "Nate" Getz | Peter Cambor         | Psicologo do NCIS            |              |
| Dominic "Dom" Vail        | Adam Jamal Craig     | Agente Especial do NCIS      | Ep.1-12      |
| Eric Beal                 | Barrett Foa          | Operador técnico do NCIS     | Ep.13-24     |
| Eric Beal                 | Barrett Foa          | Operador técnico do NCIS     | Ep.1-12      |
| Dominic "Dom" Vail        | Adam Jamal Craig     | Agente Especial do NCIS      | Ep.13 e 21   |
| Leon Vance                | Rocky Carroll        | Diretor de NCIS              |              |
| Mike Renko                | Brian Avers          | Agente Especial do NCIS      |              |
| Abby Sciuto               | Pauley Perrette      | Especialista forensedo NCIS  |              |
| Marty Deeks               | Eric Christian Olsen | Detetive LAPD                |              |

## Episódios
| Sequência | Episódios | Título               | Direção             | Escrito por                      | Data de exibição       | Audiência EUA (em milhões) |
| --- | --------- | -------------------- | ------------------- | -------------------------------- | ---------------------- | -------------------------- |
| 1 | 1         | "Identity"           | James Whitmore, Jr. | Shane Brennan                    | 22 de setembro de 2009 | 18.73                      |
| Callen retorna, depois de quase ser morto meses antes, ao Departamento de Projetos Especiais de NCIS para solucionar um caso de sequestro. Personagem recorrente: Rocky Carroll como Leon Vance. |           |                      |                     |                                  |                        |                            |
| 2 | 2         | "The Only Easy Day"  | Terrence O'Hara     | R. Scott Gemmill                 | 29 de setembro de 2009 | 17.42                      |
| A equipe trabalha na investigação do assassinato de um traficante de drogas, e o caso se torna uma questão pessoal para um dos membros da equipe. |           |                      |                     |                                  |                        |                            |
| 3 | 3         | "Predator"           | Tony Wharmby        | Dave Kalstei                     | 6 de outubro de 2009   | 16.31                      |
| Durante um treinamento da Marinha um predador com mísseis é sequestrado, resultando na morte de um marinheiro. A equipe deve localizar o equipamente antes que ele seja usado contra o país. |           |                      |                     |                                  |                        |                            |
| 4 | 4         | "Search and Destroy" | Steve Boyum         | Gil Grant                        | 13 de outubro de 2009  | 15.32                      |
| A equipe recebe a missão de encontrar um ex-marinheiro, Walton Flynn, depois que um empresário iraquiano é assassinado. Flynn foi designado por uma empresa particular para proteger o empresário e é acusado de cometer o assassinato. |           |                      |                     |                                  |                        |                            |
| 5 | 5         | "Killshot"           | David Barrett       | Shane Brennan                    | 20 de outubro de 2009  | 16.50                      |
| A equipe investiga a morte de um empreiteiro, temendo que as informações que ele tinha foram perdidas. Eles encontram uma pista que liga a vítima ao Diretor Vance. Personagens recorrentes: Pauley Perrette como Abby Sciuto e Rocky Carroll como Leon Vance. Nota: A personagem Lee Wuan Kai segue sua história em NCIS no episdódio “Endgame” da sétima temporada. |           |                      |                     |                                  |                        |                            |
| 6 | 6         | "Keepin' It Real"    | Leslie Libman       | Matt Pyken                       | 3 de novembro de 2009  | 15.29                      |
| Depois que a equipe de NCIS descobre o corpo de um marinheiro que vinha vivendo uma vida dupla, eles procuram um motivo para seu assassinato. |           |                      |                     |                                  |                        |                            |
| 7 | 7         | "Pushback"           | Paris Barclay       | Shane Brennan                    | 10 de novembro de 2009 | 16.19                      |
| Callen descobre porque ele foi um alvo há seis meses, enquanto investigava a morte de um russo. Personagem recorrente: Rocky Carroll como Leon Vance. |           |                      |                     |                                  |                        |                            |
| 8 | 8         | "Ambush"             | Rod Holcomb         | Lindsay Sturman                  | 17 de novembro de 2009 | 14.81                      |
| A equipe investiga o assassinato de um marinheiro enquanto Hetty está afastada. A investigação os leva na direção de um milícia e mísseis roubados. Personagem recorrente: Rocky Carroll como Leon Vance. |           |                      |                     |                                  |                        |                            |
| 9 | 9         | "Random on Purpose"  | Steven DePaul       | Speed Weed                       | 24 de novembro de 2009 | 17.18                      |
| Um serial killer faz alvos em Los Angeles e chama a atenção de Abby Scuito. Ela viaja de Washington para dar uma ajuda à equipe, já que está seguindo este assassino há algum tempo. Personagens recorrentes: Pauley Perrette como Abby Sciuto e Rocky Carroll como Leon Vance.                                                                                       |           |                      |                     |                                  |                        |                            |
| 10 | 10        | "Brimstone"          | Terrence O'Hara     | R. Scott Gemmill                 | 15 de dezembro de 2009 | 17.36                      |
| O grupo do NCIS em peso se dedicará a um difícil caso: o assassinato de um oficial da Marinha por uma bomba colocada em seu celular. Eles terão que agir rápido, antes que outros celulares comecem a explodir. |           |                      |                     |                                  |                        |                            |
| 11 | 11        | "Breach"             | Perry Lang          | R. Scott Gemmill e Shane Brennan | 5 de janeiro de 2010   | 18.07                      |
| Um agente da unidade linguística é assassinado no interior de um clube de strip, e a equipe é designada ao caso, encontrando uma forte conexão entre o crime e o passado do oficial. Enquanto isso, Hetty monitora a maneira rápida e rigorosa com que a equipe trabalha para solucionar as investigações.                                                            |           |                      |                     |                                  |                        |                            |
| 12 | 12        | "Past Lives"         | Elodie Keene        | Dave Kalstein                    | 12 de janeiro de 2010  | 15.50                      |
| Callen tenta seguir por conta própria a pista de um presidiário, que estava em liberdade condicional e havia sido reconduzido à prisão, mas que agora foi declarado morto. No decorrer de sua investigação, descobre que o falecido reapareceu em um dos seus inúmeros disfarces, para realizar uma fraude milionária na instituição militar norte-americana.         |           |                      |                     |                                  |                        |                            |
| 13 | 13        | "Missing"            | David Barrett       | Gil Grant e Matt Pyken           | 26 de janeiro de 2010  | 17.16                      |
| Durante uma secreta e inadiável sessão de treinamento, a equipe recebe uma mensagem urgente com um pedido de ajuda: Dom foi sequestrado e os minutos virarão segundos se não forem rápidos para salvar sua vida. |           |                      |                     |                                  |                        |                            |
| 14 | 14        | "LD50"               | Jonathan Frakes     | Speed Weed e R. Scott Gemmill    | 2 de fevereiro de 2010 | 16.42                      |
| Um grupo de homens, vestidos com uniformes de fuzileiros navais, é encontrado no interior de um laboratório, todos mortos por envenenamento. A equipe deverá descobrir como estes homens conseguiram os uniformes, e a substância que lhes causou a morte. A investigação os levará a uma poderosa toxina, de venda livre, e a uma mulher, que facilita seu tráfico.  |           |                      |                     |                                  |                        |                            |
| 15 | 15        | "The Bank Job"       | Terrence O'Hara     | Dave Kalstein                    | 9 de fevereiro de 2010 | 17.91                      |
| Os membros do NCIS estarão juntos, porém impotentes desta vez, já que a agente Kensi foi atacada a tiros no interior de um banco, e os assaltantes mantêm o restante do esquadrão como refém. |           |                      |                     |                                  |                        |                            |
| 16 | 16        | "Chinatown"          | Alan J. Levi        | Lindsay Sturman                  | 2 de março de 2010     | 14.97                      |
| A morte de um tenente-coronel é reportada como suicídio, de acordo com as características do fato. No entanto, a investigação da equipe dará uma reviravolta inesperada no caso, ao ser descoberto que se tratava de um assassinato muito bem planejado. |           |                      |                     |                                  |                        |                            |
| 17 | 17        | "Full Throttle"      | David Barrett       | Joseph C. Wilson                 | 9 de março de 2010     | 16.99                      |
| Os integrantes do NCIS terão que esclarecer a morte de um marinheiro envolvido em uma aposta de rua ilegal. O caso será encerrado quando equipamentos da Força Naval forem descobertos em poder do falecido. |           |                      |                     |                                  |                        |                            |
| 18 | 18        | "Blood Brothers"     | Karen Gaviola       | Tim Clemente                     | 16 de março de 2010    | 15.10                      |
| A equipe investiga a morte de um fuzileiro naval num tiroteio entre dois carros. Eles acreditam que o irmão da vítima possa ser o próximo alvo. |           |                      |                     |                                  |                        |                            |
| 19 | 19        | "Hand-to-Hand"       | Paris Barclay       | Matt Pyken                       | 6 de abril de 2010     | 13.79                      |
| Quando o assassinato de um fuzileiro naval é conectado a uma academia que ensina artes marciais mistas, Sam se infiltra como um lutador. Personagem recorrente: Eric Christian Olsen como Marty Deeks. |           |                      |                     |                                  |                        |                            |
| 20 | 20        | "Fame"               | Dennis Smith        | Speed Weed                       | 27 de abril de 2010    | 15.62                      |
| O assassinato de um oficial da marinha está ligado a uma proeminente socialite e a equipe investiga, com a ajuda da polícia de Los Angeles, a conexão com Marty Deeks. Personagem recorrente: Eric Christian Olsen como Marty Deeks. |           |                      |                     |                                  |                        |                            |
| 21 | 21        | "Found"              | James Whitmore, Jr. | R. Scott Gemmill                 | 4 de maio de 2010      | 14.34                      |
| Meses depois do desaparecimento de Dom, a equipe recebe uma evidência em vídeo de que ele é mantido refém. Agora eles correm para resgatá-lo. |           |                      |                     |                                  |                        |                            |
| 22 | 22        | "Hunted"             | Steven DePaul       | Corey Miller                     | 11 de maio de 2010     | 16.04                      |
| A equipe caça um terrorista que escapou da custódia do exército, durante uma transferência secreta em Los Angeles. Personagem recorrente: Rocky Carroll como Leon Vance. |           |                      |                     |                                  |                        |                            |
| 23 | 23        | "Burned"             | Steve Boyum         | Dave Kalstein                    | 18 de maio de 2010     | 15.23                      |
| O disfarce de Callen é descoberto e ele deve desfazer os seus laços com o NCIS para proteger a equipe, enquanto eles investigam o vazamento na segurança. |           |                      |                     |                                  |                        |                            |
| 24 | 24        | "Callen, G"          | Tony Wharmby        | Shane Brennan                    | 25 de maio de 2010     | 13.12                      |
| Callen tem algo pessoal em jogo na busca por uma mulher que não apenas sabe a localização de uma fortuna que será usada como subsídio para uma guerra no Oriente Médio, mas como também tem pistas sobre o passado desconhecido de Callen. |           |                      |                     |                                  |                        |                            |